# ماکس هرز
ماکس هرز (انگلیسی: Max Herz; ۱۹ مهٔ ۱۸۵۶ – ۵ مهٔ ۱۹۱۹) معمار اهل مجارستان بود.